# Boronia mollis
Boronia mollis es una especie de arbusto perteneciente a la familia de los cítricos. Es originaria de Australia.

## Descripción
Es un arbusto que alcanza un tamaño de 0,5-2 m de alto; las ramillas densamente hirsutas. Las hojas pinnadas con 3-9 folíolos, el folíolo terminal más largo y ligeramente más estrecho que los laterales; raquis de 5-37 mm de largo, alado, folíolos elípticos a la amplio-oblongos, de 15-40 mm de largo, 5.12 mm de ancho, el ápice redondeado a obtuso , los márgenes enteros y recurvados, la superficie superior glabra a escasamente estrellado-peluda, más pálida la superficie inferior y estrellado pubescentes; pecíolo 2-13 mm de largo. Las inflorescencias son axilares, con 2-6 flores; pedicelos de 6-20 mm de largo. Cáliz tomentoso. Pétalos de 7-10 mm de largo, valvados, de color pálido a rosa brillante, ± glabros excepto el nervio central tomentoso, persistentes en el fruto.

## Distribución y hábitat
Crece en el bosque esclerófilo seco en los barrancos de arenisca, del distrito de Kendall hasta el distrito de Sídney en Nueva Gales del Sur.

## Taxonomía
Boronia mollis fue descrita por Allan Cunningham y publicado en Edward's Botanical Register 27: t. 47, en el año 1841.